# 霍普 (阿肯色州)
霍普（英語：Hope）是位于美国阿肯色州亨普斯特德县的县治所在地。根据美国人口调查局2000年人口普查，共有人口10,616人。
霍普是美国第42任总统比尔·克林顿的出生地。市内过去的铁路仓库现在改造为展览克林顿的生平和成就的博物馆。此外前任阿肯色州州长麥克·赫卡比也是在霍普出生的。
在美国霍普出产的西瓜很有名，这里出产的西瓜保持着世界上最大的西瓜的纪录（目前的纪录是2005年出产的一只268.8镑重的西瓜）。每年八月的最后一个星期在这里是西瓜节。城市的市徽和格言中均引用了西瓜。格言为：“一块好生活”。

## 地理
霍普的地理位置为北纬33°40'4"，西经93°35'24"。
据美国人口调查局数据霍普总面积为26.1平方公里，其中25.9平方公里为陆地面积，0.2平方公里为水面，水面占总面积的0.60%。

## 人口
在2000年的统计中霍普有10,616人居民，分3,961户，2,638个家庭。人口密度为409.9人每平方公里。其中白人占47.71%、黑人占43.17%、美国原住民占0.38%、亚裔美国人占0.3%、太平洋岛国人占0.03%，6.63%的人属于其它种族，1.78%的人是混血儿。西班牙裔和其它拉丁美洲种族的人占13.48%。
市内的3,961户中有34.3%有18岁以下的未成年人，40.8%是由结婚夫妻组成的，21.0%是妇女独居，33.4%不是家庭。在192个未婚户中，175个是异性恋同居，11个是男同性伴侣同居，6个是女同性伴侣同居。29.3%的户是单身汉，13.8%的户内有65岁以上的老人居住。平均每户有2.61人，家庭平均大小为3.20人。
市内28.9%的人小于18岁，10.8%的人在18岁至24岁之间，27.3%的人在25岁至44岁之间，18.4%的人在45岁至64岁之间，14.6%的人在65岁以上。城市的平均年龄为32岁。女比男性别比为100:87.3，18岁以上的居民的女比男性别比为100:81.7。
市内每户的平均收入为25,385美元，每个家庭的平均收入为28,445美元。男子的平均收入为23,525美元，女子的平均收入为17,394美元，人均收入为12,783美元。22.3%的家庭和27.2%的人生活在贫困线以下。18岁以下的未成年人中41.1%的人生活在贫困线以下，65岁以上的人中17.3%的人生活在贫困线以下。